# Reset (banda)
Reset é uma banda de rock canadense formada em 1993 na cidade de Montreal, Quebec. Já integraram o grupo os músicos Pierre Bouvier, Chuck Comeau e David Desrosiers, agora membros do Simple Plan. A banda foi fundada por Pierre Bouvier e Chuck Comeau quando ambos tinham apenas 13 anos de idade. A primeira formação da banda teve além de Pierre Bouvier e Chuck Comeau os membros Philippe Jolicoeur e Jean-Sébastien Boileau.

## Integrantes

### Formação atual
| Integrante         | Instrumento(s)         | Período    |
| ------------------ | ---------------------- | ---------- |
| Philippe Jolicoeur | Vocal líder e guitarra | Desde 1995 |
| Claude Plamondon   | Baixo e vocal          | Desde 2005 |
| Martin Gendreau    | Bateria                | Desde 2005 |

### Ex-integrantes
| Integrante             | Instrumento(s)                              | Período       |
| ---------------------- | ------------------------------------------- | ------------- |
| Pierre Bouvier         | Vocal e baixo                               | 1993 até 1999 |
| Chuck Comeau           | Bateria                                     | 1993 até 1998 |
| Jean-Sébastien Boileau | Baixo                                       | 1994 até 1998 |
| David Desrosiers       | Vocal e baixo                               | 2000          |
| Adrian White           | Bateria, guitarra, teclado e vocal de apoio | 1999 até 2001 |
| Dave Barbaccia         | Baixo e vocal                               | 2005          |

## Discografia

### Álbuns de estúdio
| Ano  | Título       |
| ---- | ------------ |
| 1997 | No Worries   |
| 1999 | No Limits    |
| 2003 | Radioactive  |
| 2008 | No Intensity |

### Demos
| Ano  | Título    |
| ---- | --------- |
| 1995 | Concerned |

### Compilações
| Ano  | Título                 |
| ---- | ---------------------- |
| 2006 | No Worries / No Limits |